# بيتر إليوت
بيتر إليوت هو قسيس كندي، ولد في 19 مايو 1954 في سانت كاثرينز في كندا.